# 百事威集團
百事威集團股份有限公司，簡稱百事威集團股份，以及百事威集團（英語：Bestway Group Limited），於1976年由巴基斯坦英籍安沃爾·貝沃茲爵士（董事長）創立，也就是首家在英國倫敦西部零售貨倉。
現時為全英第二大零售商、巴基斯坦第二大水泥製造商，以及巴基斯坦第三大共同開發銀行業務，這是巴基斯坦在投資海外業務，便已投資達至10億美元不等。
總部位於Bestway Head Office, Abbey Road, Park Royal, London, NW10 7BW，總裁為贊美爾·戈德威。
在2005年，百事威集團股份以1億英鎊收購百德利氏（Batley’s）所有股權，現時店舖合共25地區。

## 連結
- BestwayGroup.co.uk （页面存档备份，存于）